# Città vecchia di Lijiang
La città vecchia di Lijiang, conosciuta anche con l'antico nome di Dayan, è un distretto di Lijiang: nel 1997 è stata iscritta dall'UNESCO nella lista dei patrimoni mondiali dell'umanità.

## Storia
Lijiang venne fondata nel XIII secolo, al tempo della dinastia Song meridionale, da discendenti della famiglia regnante Mu, chiamandola Daychang. Sotto la dinastia Yuan crebbe d'importanza, mentre nel periodo della dinastia Ming, nel 1328, divenne sede di una prefettura, quella di Lijiang Junmin. Nel 1368 mutò il proprio nome di Dayan. I Mu governarono la città fino al 1723 consentendo la sua costante espansione e il suo abbellimento.
Il 4 dicembre 1997 la città vecchia di Lijiang è stato inserito dall'UNESCO tra i patrimoni mondiali dell'umanità: a seguito di tale evento, oltre ad un incremento dei flussi turistici, principalmente cinesi Han, si è assistito ad una progressiva riqualificazione del sito.

## Descrizione

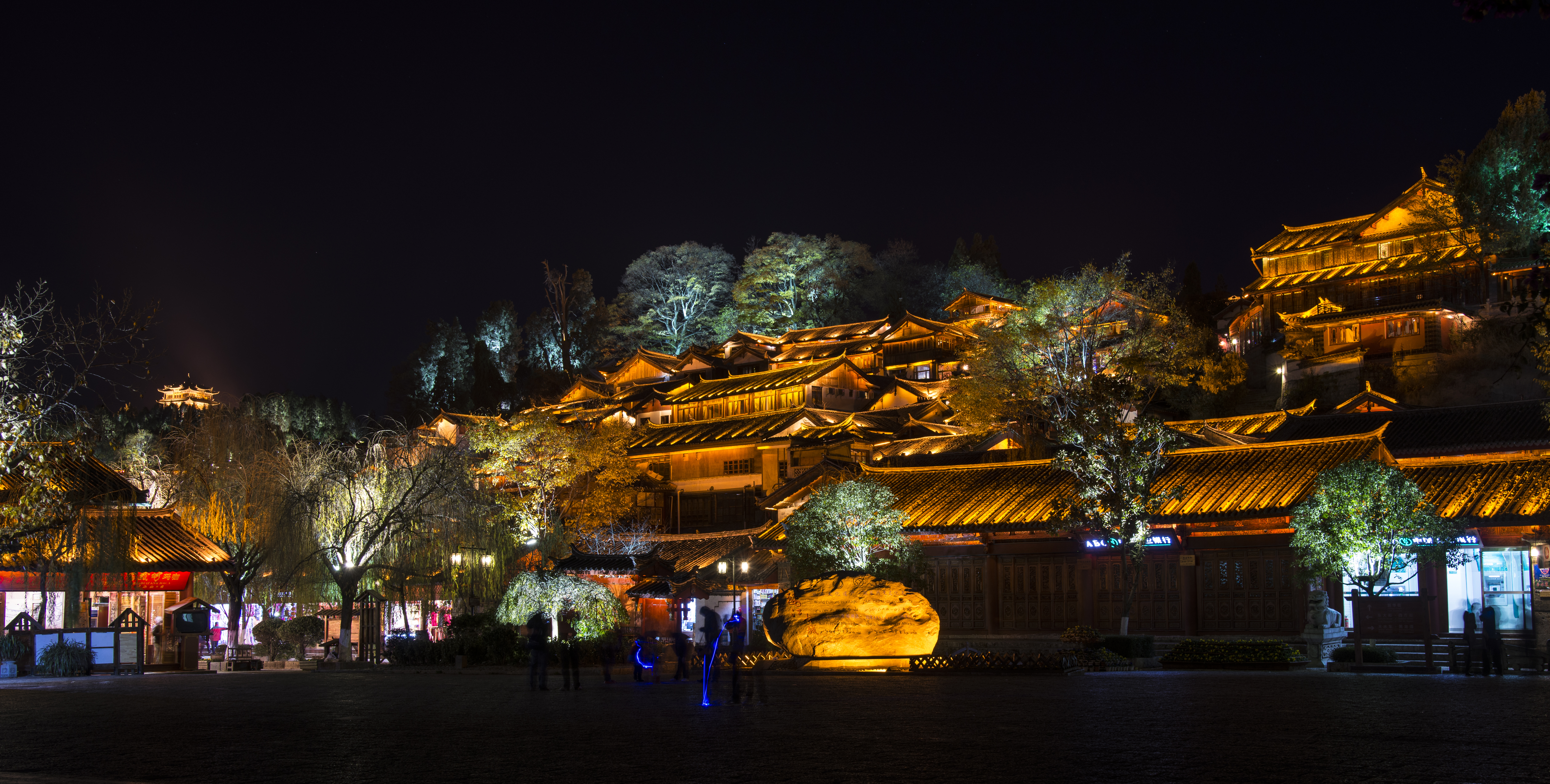
Veduta notturna

Costruita alle pendici del monte Shizi, la città vecchia è rivolta in direzione sud-est, affacciata sulla valle del fiume Azzurro, a qualche decina di chilometri dalla sua uscita dalla gola del Salto della Tigre. A differenza di altre città cinesi che vennero edificate nello stesso periodo, Lijiang non ha una struttura urbana regolare: il motivo è da ricercarsi nel fatto che ha dovuto adattarsi all'orografia del territorio, caratterizzato da montagne, è infatti ubicata a circa 2 400 metri d'altezza, e corsi d'acqua, oltre ad essere interessata da una notevole attività sismica. Altra particolarità è che, per volere della famiglia Mu, non è mai stata cinta da mura. Tuttavia, anche se manca una struttura urbana regolare, la città risulta essere omogenea nella sua architettura: le costruzioni vennero pensate per sfruttare al meglio le particolarità orografiche, seguendo le tradizioni architettoniche delle pianure centrali della Cina, dei bai e dei tibetani, oltre alle innovazioni portate dalle popolazioni locali naxi, in particolare per proteggersi dal sole, dal freddo, dalle inondazioni e dai terremoti; in favore di quest'ultimo caso i telai delle porte e delle finestre sono flessibili e le assi verticali sono leggermente inclinate verso l'interno.
È inoltre attraversata da un fiume e bagnata da un lago con una superficie di circa 40 000 metri quadrati, il quale raccoglie le acque di diverse sorgenti di montagna: questo poi si divide in tre corsi d'acqua che alimentano una rete di canali che percorre la città. I canali vengono attraversati da una serie di 354 ponti, realizzati o semplicemente in legno, alcuni con copertura per proteggere dalla pioggia, oppure in pietra. Le case sono solitamente a due piani, con un'altezza di circa sette metri e mezzo: raramente sono a tre livelli. Le fondamenta poggiano sulla pietra mentre il resto della struttura è a graticcio con una parte in legno poi riempita con mattini di fango al piano terra e assi ai piani superiori. Esternamente possono essere rivestite in legno oppure intonacate con calce; il tetto è in tegole e possono essere dotate di una veranda o di un corridoio esterno. Gli elementi in legno all'esterno così come le travi che sorreggono il tetto sono spesso scolpiti con scene di vita quotidiana o della cultura del posto, mentre la pavimentazione dei cortili interni ha temi popolari o motivi vegetali e animali, come fiori, uccelli e pesci.